# Гільєрмо Амор
Гільєрмо Амор (ісп. Guillermo Amor, нар. 4 грудня 1967, Бенідорм) — колишній іспанський футболіст, півзахисник.
Насамперед відомий виступами за «Барселону», а також національну збірну Іспанії.

## Клубна кар'єра
Народився 4 грудня 1967 року в місті Бенідорм автономної спільноти Валенсія. Вихованець футбольної школи клубу «Барселона».
Дорослу футбольну кар'єру розпочав 1987 року в дублюючій команді того ж клубу. Наступного року був переведений в основну команду, у якій провів десять сезонів, взявши участь у 311 матчах чемпіонату. Більшість часу, проведеного у складі «Барселони», був основним гравцем команди. За цей час п'ять разів виборював титул чемпіона Іспанії, став чотириразовим володарем Суперкубка Іспанії, переможцем Ліги чемпіонів УЄФА, дворазовим володарем Суперкубка УЄФА та дворазовим володарем Кубка Кубків УЄФА. Амор став володарем усіх трофеїв на національному рівні, а також виграв кілька турнірів на європейському і став, в цілому, найтитулованішим гравцем в історії «Барси». Причиною відходу футболіста з клубу послужив конфлікт з Луї ван Галом у 1998 році.
З 1998 по 2002 рік грав у складі «Фіорентини» та «Вільярреала».
Завершив професійну ігрову кар'єру у шотландському клубі «Лівінгстон», за який виступав протягом сезону 2002—03 років.

## Виступи за збірну
14 листопада 1990 року дебютував в офіційних матчах у складі національної збірної Іспанії в відбірковому матчі на Євро-1992 проти збірної Чехословаччини, який завершився поразкою пірінейців з рахунком 2-3. Протягом кар'єри у національній команді, яка тривала 9 років, провів у формі головної команди країни 37 матчів.
У складі збірної був учасником чемпіонату Європи 1996 року в Англії, чемпіонату світу 1998 року у Франції.

## Титули і досягнення
- Чемпіон Іспанії (5):

«Барселона»: 1990-91, 1991-92, 1992-93, 1993-94, 1997-98
- Володар Кубка Іспанії (3):

«Барселона»: 1989-90, 1996-97, 1997-98
- Володар Суперкубка Іспанії (4):

«Барселона»: 1991, 1992, 1994, 1996
- Переможець Ліги чемпіонів УЄФА (1):

«Барселона»: 1991-92
- Володар Суперкубка УЄФА (2):

«Барселона»: 1992, 1997
- Володар Кубка Кубків УЄФА (2):

«Барселона»: 1988-89, 1996-97